# Championnat de Mongolie de football 2010
Navigation
Saison précédente Saison suivante
La saison 2010 du Championnat de Mongolie de football est la quinzième édition de la MFF League, le championnat de première division en Mongolie. La saison est scindée en plusieurs phases :
- Les sept équipes sont regroupées au sein d'une poule unique où elles s'affrontent une fois. Les six premiers se qualifient pour la seconde phase.
- Lors de la seconde phase, les six qualifiés sont réparties en deux poules et se rencontrent une fois. Les deux premiers de chaque groupe participent à la phase finale.
- La phase finale est disputée sous forme de rencontre à élimination directe (demi-finales et finale).

C'est le club de Khangarid qui remporte la compétition cette saison après avoir battu en finale Ulaanbaatar Mazaalai. Il s'agit du quatrième titre de champion de Mongolie de l'histoire du club.

## Les clubs participants
- Erchim
- Khangarid
- Khasiin Khulguud
- Ulaanbaatar DS
- Ulaanbaatar Mazaalai
- Khoromkhon
- Selenge Press

## Compétition
Le barème de points servant à établir le classement se décompose ainsi :
- Victoire : 3 points
- Match nul : 1 point
- Défaite : 0 point

### Première phase
| Rang | Équipe               | Pts | J | G | N | P | Bp | Bc | Diff |  | Résultats (▼ dom., ► ext.) | Kha | Maz | Erc   | Kho | Ula | Sel | KKh |
| ---- | -------------------- | --- | - | - | - | - | -- | -- | ---- |  | -------------------------- | --- | --- | ----- | --- | --- | --- | --- |
| 1    | Khangarid            | 13  | 6 | 4 | 1 | 1 | 13 | 5  | +8   |  | Khangarid                  |     | 0-1 | 1-1   |     |     |     | 2-1 |
| 2    | Ulaanbaatar Mazaalai | 13  | 6 | 4 | 1 | 1 | 12 | 7  | +5   |  | Ulaanbaatar Mazaalai       |     |     |       | 3-1 |     | 5-4 | 0-0 |
| 3    | Erchim               | 11  | 6 | 3 | 2 | 1 | 8  | 6  | +2   |  | Erchim                     |     | 1-3 |       | 1-1 |     |     | 2-1 |
| 4    | Khoromkhon           | 7   | 6 | 2 | 1 | 3 | 6  | 10 | -4   |  | Khoromkhon                 | 0-2 |     |       |     | 0-2 | 1-0 |     |
| 5    | Ulaanbaatar DST      | 6   | 6 | 2 | 0 | 4 | 9  | 11 | -2   |  | Ulaanbaatar DST            | 2-5 | 1-0 | perdu |     |     |     |     |
| 6    | Selenge Press        | 6   | 6 | 2 | 0 | 4 | 12 | 18 | -6   |  | Selenge Press              | 0-3 |     | 0-3   |     | 3-2 |     |     |
| 7    | Khasiin Khulguud     | 4   | 6 | 1 | 1 | 4 | 11 | 14 | -3   |  | Khasiin Khulguud           |     |     |       | 2-3 | 3-2 | 4-5 |     |

|  | Qualification pour la seconde phase |
|  | T : Tenant du titre                 |

### Seconde phase
| Rang | Équipe          | Pts | J | G | N | P | Bp | Bc | Diff |  | Résultats (▼ dom., ► ext.) | Ula | Kha | Erc |
| ---- | --------------- | --- | - | - | - | - | -- | -- | ---- |  | -------------------------- | --- | --- | --- |
| 1    | Ulaanbaatar DST | 3   | 2 | 1 | 0 | 1 | 3  | 1  | +2   |  | Ulaanbaatar DST            |     | 3-0 |     |
| 2    | Khangarid       | 3   | 2 | 1 | 0 | 1 | 2  | 3  | -1   |  | Khangarid                  |     |     | 2-0 |
| 3    | Erchim          | 3   | 2 | 1 | 0 | 1 | 1  | 2  | -1   |  | Erchim                     | 1-0 |     |     |

| Rang | Équipe               | Pts | J | G | N | P | Bp | Bc | Diff |  | Résultats (▼ dom., ► ext.) | Sel | Maz | Kho |
| ---- | -------------------- | --- | - | - | - | - | -- | -- | ---- |  | -------------------------- | --- | --- | --- |
| 1    | Selenge Press        | 6   | 2 | 2 | 0 | 0 | 7  | 3  | +4   |  | Selenge Press              |     | 2-1 |     |
| 2    | Ulaanbaatar Mazaalai | 3   | 2 | 1 | 0 | 1 | 4  | 3  | +1   |  | Ulaanbaatar Mazaalai       |     |     | 3-1 |
| 3    | Khoromkhon           | 0   | 2 | 0 | 0 | 2 | 3  | 8  | -5   |  | Khoromkhon                 | 2-5 |     |     |

|  | Qualification pour la phase finale |
|  | T : Tenant du titre                |

### Phase finale

#### Demi-finales
| Équipe 1             | Résultat      | Équipe 2       |
| -------------------- | ------------- | -------------- |
| Ulaanbaatar Mazaalai | 0 - 0 5-4 tab | Ulaanbaatar DS |
| Khangarid            | 3 - 2         | Selenge Press  |

### Match pour la troisième place
| Équipe 1       | Résultat      | Équipe 2      |
| -------------- | ------------- | ------------- |
| Ulaanbaatar DS | 2 - 2 5-4 tab | Selenge Press |

### Finale
| 11 septembre 2010 | Khangarid | 2 - 1 | Ulaanbaatar Mazaalai |  |  |
|                   |           |       |                      |  |  |

## Bilan de la saison
| Championnat de Mongolie de football 2010 |                      |
| Champion                                 | Khangarid (4e titre) |
| Coupes et trophées                       |                      |
| Vainqueur de la Coupe de Mongolie 2010   | Non disputée         |
| Qualifications continentales             |                      |
| Coupe du président de l'AFC 2011         | Aucun                |
| Promotions et relégations                |                      |
| Promus en MFF League                     | Aucun                |
| Relégués en B Division League            | Aucun                |